# فطريات الأذن السحابية
فطر الأذن السحابية (Auricularia polytricha ، syn. Hirneola polytricha) هو فطر جيلي صالح للأكل. ينمو على الأشجار في المناطق الجبلية، ولونه رمادي بني، وغالبًا ما يستخدم في الطبخ الآسيوي، وخاصة المطبخ الصيني.

## المصطلح
ويعرف باسم الماندرين Chinese ، «أذن خشبية مشعرة»)، وتسمى في اليابانية ara-ge-ki-kurage (ア ラ ゲ キ ク ラ ゲ، مضاءة. «قنديل البحر الخشنة الشعر»). يُعرف أيضًا باسم الفطريات السوداء ، أو الفطريات الصينية السوداء (أو الفطر) ، أو فطريات الأذن الخشبية ، أو فطريات الخشب ، أو فطريات الأذن ، أو فطر أذن الشجرة ، في إشارة إلى نموها المطاطي على شكل أذن. في أوروبا، كثيرًا ما يُساء تعريفه على أنه «أذن يهودي» و «أذن جيلي»، وهما نوعان مرتبطان ارتباطًا وثيقًا ولكنهما متميزان.
في هاواي، كما هو معروف pepeiao التي تعني «الأذن»  في جنوب شرق آسيا، كما هو معروف بوك المولودة في اللغة الإنجليزية المحلية (من هوكين木耳بوك،) ويستخدم في سلطة kerabu بوك ني. في إندونيسيا وماليزيا، يطلق عليه jamur kuping ، ويعني «فطر الأذن»، وفي الفلبين يسميه السكان المحليون tenga ng daga ، ويعني «أذن الجرذ»، بسبب مظهره. في الطبخ الصيني، غالبًا ما يشار إليه باسم «الكنز الأسود». في نيوزيلندا، تُعرف باسم hakeke من قبل الماوري.

## وصف
يتم إعادة تكوين جسم الفاكهة أو تمزقه، مرتبطًا بشكل فضفاض، بشكل جانبي وأحيانًا بواسطة ساق قصير جدًا، مرن، هلامي؛ سطح معقم بني مصفر غامق إلى بني غامق مع خطوط بنية رمادية، شعر، حريري. Hymenium أملس، أو متجعد، بني شاحب إلى بني غامق إلى بني مسود مع طفرة بيضاء. سميكة الجدران، حتى 0.6 ملي متر. الباسيدية أسطوانية، هيالين، ثلاث حواجز، 46-60 × 4-5.5 ميكرومتر مع 1-3 ستيرغماتا جانبية؛ ستيرجماتا 9-15 × 1.5-12 ميكرومتر. الأبواغ، الهيالين، الرينيفورم ذو الغشاء السجقي، 13-16 × 4-5.5 ميكرومتر، ذات النواة.

## الموطن والتوزيع
يتم توزيع Auricularia polytricha على نطاق واسع في الغابات الرطبة المتساقطة الأوراق إلى الغابات دائمة الخضرة الرطبة في Western Ghats ، ولاية كيرالا ، الهند. يحدث هذا النوع في مجموعات على الفروع والأغصان المتعفنة وعلى جذوع الأشجار وسجلات الأشجار المتحللة.

## الاستخدامات

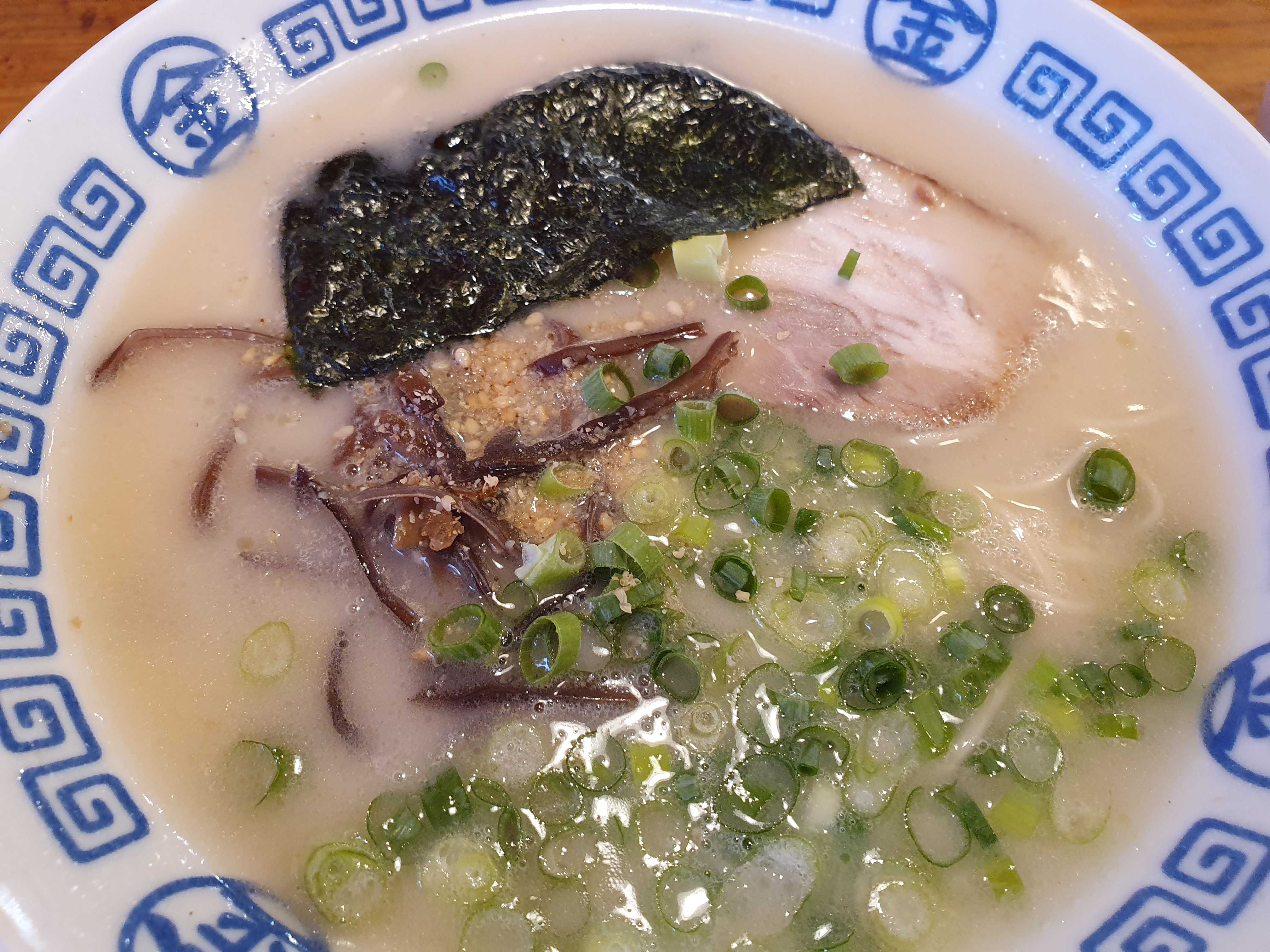
تونكوتسو رامين في طوكيو

يُباع Auricularia polytricha عادةً جافاً، ويحتاج إلى نقعه في الماء قبل الاستخدام. على الرغم من أنه لا طعم له تقريبًا، إلا أنه يُقدَّر لقوامه الزلق والمقرمش قليلاً، وفوائده الغذائية المحتملة. القرمشة الطفيفة تستمر رغم معظم عمليات الطهي  Auricularia polytricha أكثر خشونة من Auricularia auricula-judae ، ومن المرجح أن تستخدم في الحساء بدلاً من البطاطس المقلية.
يقوم الماوري بطهي فطريات الأذن الخشبية بشكل تقليدي عن طريق تبخيرها في فرن أرضي وتناول شوك الشوك والبطاطا.
وفقًا لممارسي الطب الصيني، فإن تناول الأذن الخشبية المجففة والمطبوخة يمكن أن يكون له فوائد صحية للأشخاص الذين يعانون من ارتفاع ضغط الدم أو السرطان، ويمكن أن يقي من أمراض القلب التاجية وتصلب الشرايين. قد يكون فعالًا أيضًا في تقليل كوليسترول البروتين الدهني منخفض الكثافة ولوحة تصلب الشرايين الأبهري، كما هو موضح في دراسة أجريت على الأرانب. يستخدم هذا الفطر في الحلويات الكانتونية.
يحتوي كوب من فطريات الأذن السحابية الجافة على 19.6 جرامًا من الألياف الغذائية.

## الفطريات ذات الصلة
- Auricularia auricula-judae ، «فطر الأذن اليهودي»، وهي من الأنواع وثيقة الصلة، تُستخدم أيضًا في المطبخ الآسيوي وتعتبر بديلاً للطهي لفطر الأذن السحابية.
- فطر الثلج، Tremella fuciformis ، نوع آخر من الفطريات الصالحة للأكل وهو أبيض ولكنه متشابه ظاهريًا في المظهر، له استخدامات طهي وطبية مماثلة، ولكنه في الواقع نوع طفيلي في فئة أخرى من الفطريات.

## روابط خارجية
- فطريات سوداء
- المطبخ الصيني - آذان سحابة وآذان خشبية نسخة محفوظة 19 سبتمبر 2005 على موقع واي باك مشين.